# Synodus taiwanensis
Synodus taiwanensis är en fiskart som beskrevs av Chen, Ho och Shao 2007. Synodus taiwanensis ingår i släktet Synodus och familjen Synodontidae. Inga underarter finns listade i Catalogue of Life.